# Ид намаз
Ид намаз (араб. صلاة العيد‎, салят аль-’ид — праздничная молитва) — молитва, совершаемая мусульманами в праздничные дни Курбан-байрам и Ураза-байрам, которые известны как ’идайн (عيدين‎). Два исламских праздника, в которые совершается ид намаз:
- Ураза байрам (араб. عيد الفطر‎, ’ид аль-фитр — праздник разговения) — празднуется в первый день шавваль по случаю окончания Рамадана.
- Курбан байрам (араб. عيد الأضحى‎, ’ид аль-адха — праздник жертвоприношения) — празднуется на 10-й день месяца зуль-хиджа по случаю окончания обряда хаджа.

В зависимости от мазхаба исполнение молитвы для мусульман может быть желательным либо обязательным. Так, правоведы ханафитского мазхаба считают праздничную молитву ваджибом (обязательным). В маликитском и шафиитском мазхабах праздничные молитвы являются сунной-муаккада, а в ханбалитском — фард.
Время начала праздничных намазов наступает спустя 30 минут после восхода солнца. Это время начала намаза духа. Срок праздничного намаза истекает с наступлением зухр намаза.